# Otoció
L'otoció (Otocyon megalotis) és un cànid africà. El seu nom científic es refereix a les seves grans orelles, que fa servir per detectar tèrmits sota terra i per a detectar els seus depredadors, que són molt variats, ja que l'otoció és un dels cànids més petits.

## Descripció física
La característica més remarcable de l’otoció megalotis i de la qual el seu nom científic en fa referència són les grans orelles que poden arribar a tenir una longitud d’entre 1,14 i 1,35 cm i que tenen funció termoreguladora.
Els otocions es consideren cànids relativament petits perquè pesen entre 3 i 5,3 kg. La longitud conjunta del cap i el cos és de 46 a 66 cm, la cua els mesura entre 23 a 34 cm i l’amplada de les seves espatlles és d’entre 30 i 40 cm. A més, les seves potes són curtes en comparació amb altres espècies de cànids. La tonalitat del seu pelatge acostuma a ser de color marró grogós i tenen el pèl del coll i les parts inferiors pàl·lides. La part inferior de les potes posteriors, la punta de la cua, la part exterior de les orelles i el pelatge del voltant dels ulls que pot recordar un os rentador són negres.
A causa de l’ambient sec i càlid on viuen (sabanes, estepes i semideserts) tenen el pelatge curt a tot el cos excepte a la cua on es fa més espès.
Una característica diferencial entre l'otoció i altres guineus és la seva dentició. És el mamífer placentari heterodont que té més dents, en total pot arribar a tenir entre 46 i 50 peces. Altres cànids no tenen més de dues molars superiors i tres inferiors, però l’otoció té, com a mínim, tres molars superiors i quatre d’inferiors. Una altra peculiaritat de l’otoció és la gran protuberància en forma de graó que té a la mandíbula inferior i que hi ancora el gran múscul digàstric que li permet mastegar fins a cinc vegades per segon.

## Distribució geogràfica
Hi ha dos nuclis de població diferents, un que ocupa l'est d’Àfrica, des de Somàlia fins a la Gran Vall del Rift, i un altre al sud del continent, des del Cap de Bona Esperança fins al sud d’Angola. Les dues poblacions es van separar al final de l’última glaciació, quan el clima dels actuals Moçambic i Zàmbia es va tornar més humit. Se n’han trobat fòssils del Plistocè que indiquen una primitiva presència de l’otoció a Egipte i al sud de l’Àsia. Els territoris més propers de les dues subespècies estan separats per aproximadament 1.000 km.

## Hàbitat
Els otocions estan adaptats a ambients àrids o semiàrids. Es troben comunament a praderies baixes, a les regions més àrides de les sabanes, als voltants dels boscos i als boscos d’acàcies. Tenen preferència per les zones amb els sòls àrids i les àrees on l’herba es manté curta per la presència de pastures d’ungulats. Tendeix a caçar als hàbitats de praderies curtes i arbusts baixos. Tot i això, també freqüenta zones de praderies altes i amb arbustos grossos, que utilitzen com a refugi en cas d’amenaça per la presència de depredadors.
Els otocions crien les seves cries en caus que caven ells mateixos per protegir-se de les temperatures i els vents extrems. També reposen sota les acàcies a Sud-àfrica quan busquen ombra durant el dia.

## Comportament
Els Otocyon megalotis són animals gregaris, que generalment no s’allunyen més de 200 metres del ramat i practiquen l’”allogrooming” o l'empolainament social, comunament realitzat entre mamífers. Acostumen a ser monògams, encara que també hi ha casos de poligàmia i de femelles que crien cadells que no són seus. Els otocions que habiten a Sud-àfrica són principalment diürns durant l’hivern i nocturns durant l'estiu mentre que els que habiten al Serengueti desenvolupen el 85% de l’activitat durant la nit.
A Sud-àfrica els rangs de llar se superposen. La densitat de població pot assolir els 10 individus per km².
Els depredadors als quals són susceptibles els otocions són de fins a la mida dels xacals i àguiles i les aus rapinyaires diürnes suposen l’amenaça més gran per als individus de l'espècie. Per la seva mida i mode de vida similar a altres cànids, és freqüent veure’ls batallar per conflictes a causa de preses o territori amb altres espècies de cànids, com el xacal daurat.

## Dieta
Els otocions són carnívors, concretament insectívors. Els insectes representen fins a un 80% del seu aliment. Els seus hàbits alimentaris consisteixen bàsicament a alimentar-se de tèrmits i altres invertebrats (formigues, grills, saltamartins) i ocasionalment petits rosegadors, llangardaixos, ous d’aus, pollets i algunes plantes. En resum, un 80% de la seva dieta es basa en tèrmits recol·lectors i escarabats piloters. Curiosament, els otocions obtenen la major part de la seva aportació d’aigua de la ingesta dels insectes que s’alimenten d’herba.
Les grans orelles els permeten localitzar els petits invertebrats que formen la major part de la seva dieta. Quan els troba, l’animal cava un forat i se’ls menja sense témer per les picades i mossegades perquè el seu pelatge és prou dens per a protegir-l'en.

## Característiques reproductives
Els otocions es reprodueixen anualment i són monògams, amb algunes excepcions de mascles amb dues parelles femenines. L'època de reproducció varia segons la zona on habiten. Normalment coincideix amb la temporada de pluges, ja que aquestes causen un augment de les poblacions d’insectes. La gestació dura entre 60 i 70 dies i les femelles pareixen a l’interior dels caus. Les ventrades acostumen a ser de sis cries. El període de lactància dura de 14 a 15 setmanes. Els mascles s’encarreguen de netejar, defensar, protegir, acompanyar i transportar les cries. Les femelles, en canvi, són les encarregades de buscar aliment que utilitzen per mantenir la producció de llet, de la qual depenen les cries. Passats els 17 primers dies, les cries ja surten del cau, però fins a la quarta o cinquena setmana de vida mantenen el pelatge de cadell de color grisenc i no el canvien pel d’adult. És a partir del cinquè o sisè més que les cries ja estan totalment desenvolupades. Algunes femelles es quedaran amb el ramat natal, però la majoria, igual que fan els mascles, es dispersaran a la recerca de nous grups per reproduir-se.

## Comerç i amenaces
L'otoció no es considera una espècie amenaçada; el seu estat de conservació està establert com a preocupació menor segons La Unió Internacional per la Conservació de la Natura (UICN). Encara que no hi hagi amenaces importants per l'espècie, sí que se'n practica la caça de subsistència per obtenir-ne les pells, que tenen demanda especialment a les principals ciutats de Botswana. L'ús comercial és molt limitat, però a l’hivern les pells es valoren i es venen per utilitzar-se com a mantes. També es venen com a trofeus de caça a Sud-àfrica.
La mida de les poblacions acostuma a fluctuar a causa de malalties, especialment la ràbia i del virus del Brom, que poden provocar una disminució dràstica i ràpida del nombre d’individus. També es veuen afectats per la sequera perquè fa minvar les poblacions d’insectes.